# Muki

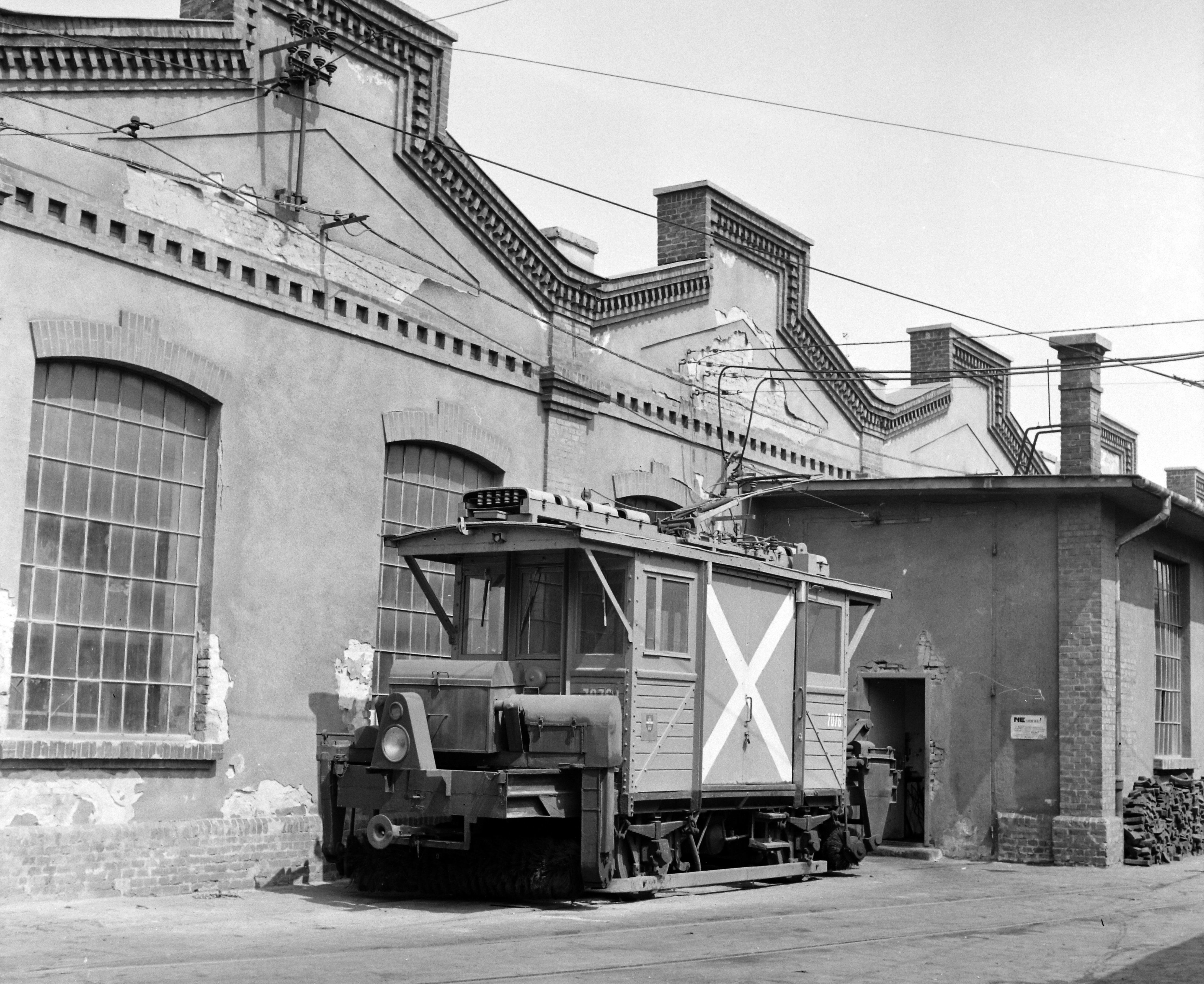
A Ferencváros kocsiszínnél 1975-ben

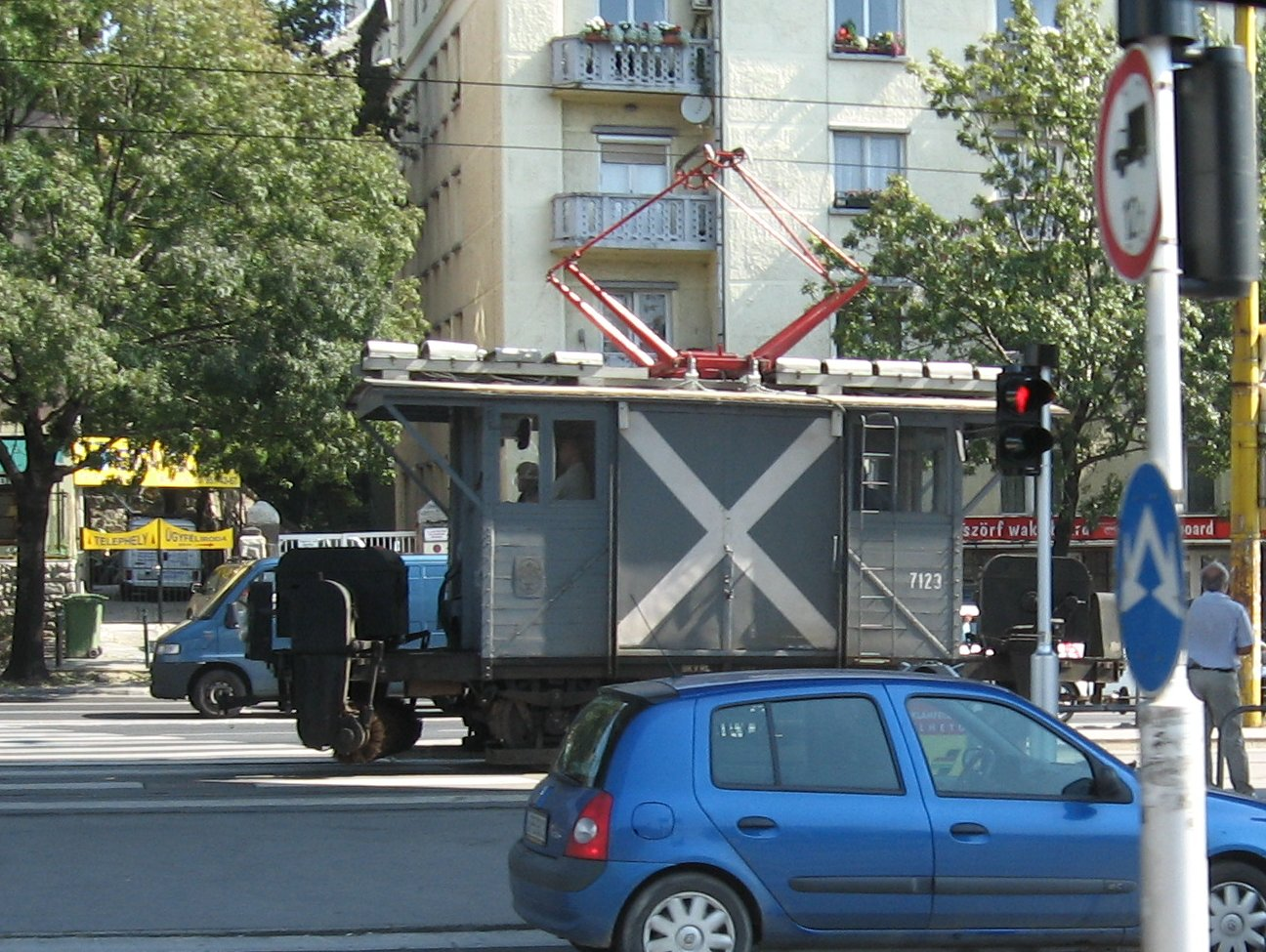
A 7123-as hóseprő a BAH-csomópontnál

A BSZKRT 70-es típusú motoros fedett teherkocsik, illetve a 71-es típusú motoros hóseprők, ismert becenevükön a Mukik és Hómukik a BKV, illetve villamosvasúti jogelődjeinek teherszállításra és pályakarbantartásra használt üzemi járművei. Ezeknek az úgynevezett tehervillamosoknak a kocsiszekrényeit a főképp bányaipari gépeket gyártó Roessemann és Kühnemann Rt. készítette a BSZKRT (Beszkárt) megrendelésére 1926/1927-ben, majd az elektromos hajtásrendszert és az egyéb kiegészítő rendszereket a BSZKRT maga szerelte be a kocsikba, többségében az akkoriban közlekedő villamos-motorkocsik alkatrészeinek átemelésével, így lényegében a városi villamospályát használó elektromos tehermozdonyokat építve. A járművek később különféle átalakításokon, fejlesztéseken estek át, például egyes darabok hóseprőkké vagy síncsiszolókká lettek átalakítva, vagy nagyvasúti (MÁV-kompatibilis), úgynevezett sarokütközőket kaptak.
Manapság már csak kevés maradt belőlük üzemben, nagy részük el lett bontva, illetve selejtezés után az idő vasfoga tönkretette őket, néhányuk időközben vidéki tömegközlekedési társaságokhoz került. A BKV szentendrei Városi Tömegközlekedési Múzeumában is található két példány. A villamosvasúti dolgozók közössége és a lakosság egy része Muki vagy egyszerűen motoros fedett teherkocsi néven ismeri ezeket a tehervillamosokat, de az információs weboldalak gyakran hivatkoznak az egyes variációkra a pályaszámokkal, a más közlekedési vállalatoknál (pl. a BHÉV-nél) annak idején bevezetett azonosító típusjelzésekkel (pl. a BHÉV-nél az L.Hs/B típus), illetve a Hómuki, Hóseprő, vagy Síncsiszoló nevekkel.
A Muki elnevezést ezen a konkrét budapesti tehervillamos-típuson kívül az ország számos más részén a helyi (szén)bányászatban használatos – jellemzően keskeny nyomtávú – vontatómozdonyokra is használták, mint ahogy Mukinak hívták azokat a vontatómozdonyokat is, amelyek a Millenniumi Földalatti Vasút szerelvényeit vontatták az Állatkerti körút és a mai MÁV kórház területén kialakított egykori kocsiszín (Aréna úti kocsiszín) között.

## Történetük

### Teherszállításban aktív éveik (1926 – 1990-es évek)
A mozdonyokat kimondottan teherszállításra tervezték; hogy az első világháború után a villamos vonalak segítségével lehessen kiszolgálni a város különféle ipari üzemeit. A BSZKRT megalakulásakor 20 db különféle mozdonnyal rendelkezett; de az új gépek forgalomba állásáig gyakran személyforgalmi motorkocsikkal vontatták a teherkocsikat.
A téglatest alakú, faborítású, kéttengelyes járművekből a BSZKRT 1926-ban 30 darabot, 1927-ben további 10 darabot rendelt meg. Az 1927-es rendelésből 5 motorkocsi (7060-7064) vagonok mozgatásához  fővasúti vonó-ütközőkészülékkel is fel volt szerelve. Ekkor kapták jelenleg is szokásos szürke színüket; majd pár év múlva az andráskeresztet is felfestették az oldalukra. Mindkét oldalukon tolóajtó található, és egy részükben daru a teher beemeléséhez.
Sok Muki MÁV sarokütközőket is kapott; így a szállítás átrakodás nélkül történhetett közvetlenül a „nagyvasúti” vagonokba. A Mukik egy részét átalakították; hogy a budapesti HÉV vonalak 1000V-os rendszerét is használhassák.
A háború után ezekkel szállították Budapest jelentős részén az élelmiszert. A Mukik látták el áruval az üzleteket, rendszeresen jártak a Déli pályaudvar és a Ganz Villamossági Művek (ma Millenáris Park) között, hatalmas transzformátorokat vonszolva keresztül a Moszkva téren.
Az 1950-es évektől a metróépítések idején a Mukik szállították ki a belvárosból a kitermelt földet.

### A teherszállítás után (1990-es évek – napjaink)

#### Budapesten

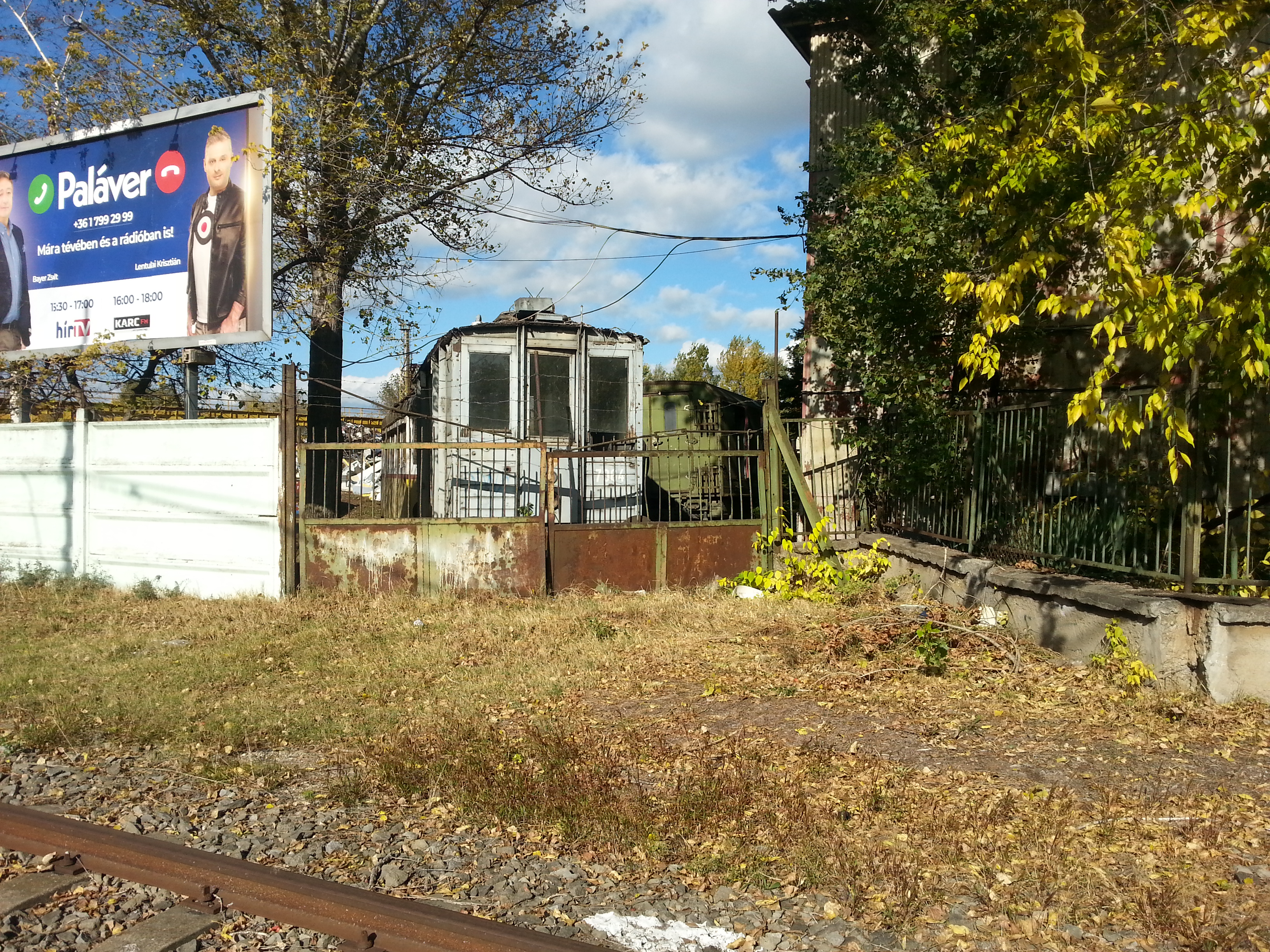
Félreállított példány a Dreher Sörgyárak melletti Fe-Ferrum Kft. telephelyén 2021 októberében

A teherforgalom az akkori BSZKRT, majd a Fővárosi Villamosvasút, végül a Budapesti Közlekedési Vállalat vonalain 1996-ig rendszeres volt. Ebben az évben is bizonyítottan használtak normál mozdonyok mellett BKV vonalakon Mukikat teherszállításra (a videó a mai Millenáris Park helyén volt Ganz Villamossági Művekben készült 1996. április 5-én.)
A Mukik egy részét síncsiszolóvá vagy hóseprővé építették át; néhányat pedig eladtak vidéki villamosüzemeknek.
Manapság már csak mozgásképtelen villamoskocsikat, alkatrészeket szállítanak (leggyakrabban forgóvázakat és nyitott teherkocsira pakolt áramszedőket). Szállításkor két mozdonyt használnak; ez egyik a terhet mozgatja, a másik pedig annak túloldalán biztosít.
Jelenleg a BKV-nál már csak 6 darab Muki van állományban, illetve egy hetedik példány a Dreher Sörgyár közeli vastelepen várja a sorsát:
| Pályaszám | Gyártási év | Életkor   | Megjegyzés               |
| --------- | ----------- | --------- | ------------------------ |
| 7033      | 1926        | (99 éves) |                          |
| 7038      | 1926        | (99 éves) |                          |
| 7039      | 1926        | (99 éves) |                          |
| 7040      | 1926        | (99 éves) |                          |
| 7045      | 1926        | (99 éves) |                          |
| 7061      | 1926        | (99 éves) |                          |
| 7064      | 1926        | (99 éves) | Sörgyárnál félreállítva. |

### Mukik vidéken
Az 1980/1990-es években egy Muki és egy hóseprő Muki vidéki pályafutásba kezdett, mint pályafenntartó jármű. Előbbi az 1980-as években Debrecenbe került 204-es pályaszámon (eredetileg: 7031) , utóbbi pedig 1997-ben Miskolcra került M5 pályaszámon (eredetileg: 7131). 
A debreceni járművet üzemképtelensége miatt félreállították, 2008-ban egy Budapestről érkezett tanuló UV-val pótolták. Több évig üzemképtelenül állt a telephelyen, azonban ott esetenként még bizonyos vontatási feladatokban részt vesz. 
A miskolci hóseprő ma is teljesen üzemképes, de időközben többször átfestették már. Szürke alapon fehér X csíkosról az MVK korábbi színeire (sárga alapon zöld X csíkosra ), valamint a 2014-ben történt felújításakor visszakapta eredeti szürke színét és fehér X csíkjait.  Nagy havazások után (>10 cm), mikor a hagyományos hóeke már nem elég, gyakran látható a város villamos hálózatán. 

## Leselejtezett példányok
| Pályaszám | Gyártási év | Selejtezés időpontja | Életkora a selejtezéskor | Megjegyzés |
| --------- | ----------- | -------------------- | ------------------------ | ---------- |
| 7030      | 1926        | 1995. nov. 1.        | (69 évesen)              |            |
| 7032      | 1926        | n. a.                | n. a.                    |            |
| 7034      | 1926        | 1995. nov. 1.        | (69 évesen)              |            |
| 7035      | 1926        | 1995. nov. 1.        | (69 évesen)              |            |
| 7036      | 1926        | n. a.                | n. a.                    |            |
| 7037      | 1926        | n. a.                | n. a.                    |            |
| 7041      | 1926        | n. a.                | n. a.                    |            |
| 7042      | 1926        | n. a.                | n. a.                    |            |
| 7043      | 1926        | 1995. nov. 1.        | (69 évesen)              |            |
| 7044      | 1926        | 1995. nov. 1.        | (69 évesen)              |            |
| 7046      | 1926        | n. a.                | n. a.                    |            |
| 7047      | 1926        | 1995. nov. 1.        | (69 évesen)              |            |
| 7048      | 1926        | n. a.                | n. a.                    |            |
| 7049      | 1926        | 1995. nov. 1.        | (69 évesen)              |            |
| 7050      | 1926        | n. a.                | n. a.                    |            |
| 7051      | 1926        | n. a.                | n. a.                    |            |
| 7052      | 1926        | 1995. nov. 1.        | (69 évesen)              |            |
| 7053      | 1926        | 1995. nov. 1.        | (69 évesen)              |            |
| 7054      | 1926        | n. a.                | n. a.                    |            |
| 7060      | 1926        | 1995. nov. 1.        | (69 évesen)              |            |
| 7062      | 1926        | 1995. nov. 1.        | (69 évesen)              |            |
| 7063      | 1926        | n. a.                | n. a.                    |            |

## Leselejtezett, korábbi gyártású, szérián kívüli példányok
A fentieken kívül „Mukinak” neveztek két korábbi, hasonló jellegű motorkocsit. Ezek adatai:
| Pályaszám | Gyártási év | Selejtezési év | Életkora a selejtezéskor | Megjegyzés |
| --------- | ----------- | -------------- | ------------------------ | ---------- |
| 7205      | 1914        | 1980-as évek   | 60-70 évesen             |            |
| 7206      | 1914        | 1980-as évek   | 60-70 évesen             |            |

## További irodalom
- 10 éve szűnt meg a teherszállítás a BKV villamosvasúti és HÉV-vonalain 2007-02-15 By VEKE